# Lalou Bize-Leroy
Lalou Bize-Leroy (3 marzo 1932) è un'imprenditrice francese proprietaria di una casa vinicola nella regione vinicola della Borgogna. 
Possiede le cantine Domaine d'Auvenay e Domaine Leroy.

## Carriera
Bize-Leroy si è affermata come donna d'affari nel settore vinicolo della Borgogna nel 1955, quando ha rilevato l' attività commerciale di suo padre Henri Leroy (1894-1980). Dal 1974 è co-direttrice dell'azienda vinicola della Borgogna Domaine de la Romanée-Conti (DRC), una delle migliori aziende vinicole del mondo, ed è responsabile del marketing. Insieme a Aubert de Villaine, Bize-Leroy ha contribuito a trasformare il miglior vino della DRC Romanée-Conti in uno dei vini più ricercati al mondo. Una serie di disaccordi, tra cui il disappunto di Bize-Leroy per il coinvolgimento di de Villaine nel giudizio sulla degustazione di vini di Parigi e le controversie sulla gestione da parte di Bize-Leroy della distribuzione dei vini del Domaine, la portarono a essere estromessa nel 1992.
Dopo aver lasciato la DRC, si è concentrata sui propri territori. Nel 1988, aveva acquisito importanti proprietà di vigneti per Domaine Leroy. Negli anni '90 ha fondato Domaine Leroy come una delle principali cantine della Borgogna.

## Vita privata
Bize-Leroy ha sposato Marcel Bize (morto nel 2004), nel 1958 e hanno una figlia Perrine Fenal. Bize-Leroy aveva anche una sorella Pauline Roch (1929-2009).

## Filosofia del vino
Bize-Leroy crede fermamente nella produzione di vino biodinamico e la pratica nei suoi territori.